# Iván Zarandona
Iván Zarandona Esono (Valladolid, España, 30 de agosto de 1980) es un exfutbolista ecuatoguineano nacido en España, que jugaba como centrocampista.

## Carrera internacional
De madre ecuatoguineana, Zarandona fue internacional por Guinea Ecuatorial desde la clasificación de CAF para la Copa Mundial de Fútbol de 2006 en octubre de 2003.

## Vida personal
Su hermano Benjamín también fue futbolista, habiendo jugado en la Primera División española para los clubes Real Valladolid, Real Betis y Xerez, y a nivel internacional con España sub-21 y Guinea Ecuatorial.

## Clubes
| Club                       | País      | Año       |
| -------------------------- | --------- | --------- |
| CD Ferriolense             | España    | ¿?-2001   |
| RCD Mallorca B             | España    | 2001-2002 |
| Betis B                    | España    | 2002-2003 |
| Caravaca CF                | España    | 2003-2004 |
| Real Valladolid CF         | España    | 2004-2005 |
| Rayo Vallecano             | España    | 2005-2006 |
| Zamora CF                  | España    | 2006      |
| Real Murcia Imperial       | España    | 2006      |
| UD Los Palacios            | España    | 2006-2007 |
| UD Pájara Playas de Jandía | España    | 2007-2008 |
| CD Leganés                 | España    | 2008-2010 |
| Real Jaén CF               | España    | 2010-2011 |
| CD Lugo                    | España    | 2011-2012 |
| SD Noja                    | España    | 2012-2013 |
| Happy Valley AA            | Hong Kong | 2013-2014 |
| Hong Kong Rangers          | Hong Kong | 2014-2015 |
| Burgos CF                  | España    | 2015-2016 |
| CD Palencia                | España    | 2016-2017 |
| Atlético Astorga           | España    | 2017      |
| CD Tropezón                | España    | 2017-2019 |